# Hanif
Hanif – monoteiści z czasów przedmuzułmańskich, którzy nie identyfikowali się z wyznawcami judaizmu ani chrześcijaństwa, ale czcili Boga Abrahama. Najprawdopodobniej nie stanowili zorganizowanej grupy religijnej, a składali się z jednostek, które odrzucając politeizm, nie wiązali się z żadną z istniejących wówczas religii monoteistycznych.